# Allium mirzajevii
Allium mirzajevii är en amaryllisväxtart som beskrevs av Tscholok. Allium mirzajevii ingår i släktet lökar, och familjen amaryllisväxter. Inga underarter finns listade i Catalogue of Life.